# حزم (اسم)
حزم هو اسم علم مذكر من أصل عربي، ومعناه هو مصدر ضبط الأمور الإحكام في الرأي من الفعل حزم.

## شخصيات تحمل الاسم
- حزم بن أبي كعب
- حزم بن عبد
- حزم بن عمرو

## وصلات خارجية
- موسوعة السلطان قابوس لأسماء العرب نسخة محفوظة 5 أبريل 2019 على موقع واي باك مشين.